# فرنسيسكو مورينو فرنانديز
فرنسيسكو مورينو فرنانديز (بالإسبانية: Francisco Moreno Fernández)‏ هو لغوي إسباني، ولد في 1960.